# Quèstia
La quèstia (també coneguda com a questa o quístia) era un tribut en diners o en fruits que el senyor feudal cobrava dels seus súbdits. Al Principat d'Andorra fou vigent fins a la Constitució del 1993.

## La quèstia al Principat d'Andorra
Segons una clàusula del pareatge del 1278, hom pagava el tribut en anys alterns a cadascun dels dos coprínceps, els anys parells, al bisbe d'Urgell i els anys senars, al comte de Foix, els drets del qual recaurien posteriorment en la Corona francesa. El cobrament del primer any va correspondre al comte de Foix Roger Bernat III. El pareatge del 1278 fixà un límit de 4.000 sous melgoresos quant al pagament a què tenia dret el copríncep episcopal, mentre que no establí cap límit en l'import que hauria de rebre el comte de Foix. El seu darrer import fou de 450 pessetes per al bisbe d'Urgell i de 960 francs per al copríncep francès. La seva recaptació tenia lloc en el consell ordinari dit de setmana santa, on es nomenava també la comissió que l'aniria a portar, a la Seu d'Urgell o a París.
Arran de la Revolució Francesa, el pagament de la quèstia al copríncep francès va estar en suspens entre el 1793, quan la Convenció Nacional refusà el tribut feudal de la quèstia i renuncià, ensems, a tots els drets senyorials que pogués tenir sobre Andorra, i el 1806. Un decret de Napoleó I del 27 de març del 1806, atorgat a petició dels mateixos andorrans, restablí l'anterior estat de coses, incloent-hi el pagament dels 960 francs en concepte de quèstia.
El 26 de novembre del 1991 es va lliurar a París l'última quèstia al copríncep francès François Mitterrand. El lliurament de l'última quèstia al copríncep episcopal Joan Martí i Alanís tingué lloc el 12 de novembre del 1992, a la Seu d'Urgell. La quèstia desaparegué amb la ratificació de la Constitució andorrana el 1993.